# Сара Джессіка Паркер
Са́ра Дже́ссіка Па́ркер (англ. Sarah Jessica Parker; 25 березня 1965, Нельсонвіль, Огайо, США) — американська акторка, продюсерка та модель. Чотириразова лауреатка премії «Золотий глобус» за найкращу жіночу роль у комедійному серіалі (2000, 2001, 2002, 2004, усього 9 номінацій у 1999—2017 роках), дворазова лауреатка премії «Еммі» (2001, 2004, усього 8 номінацій у 1999—2004 роках).
Відома роллю Керрі Бредшоу в комедійному драматичному серіалі HBO «Секс і місто», за яку отримала дві нагороди «Еммі», чотири нагороди «Золотий глобус» за найкращу жіночу роль у комедійному серіалі. Персонажка була широко популярною під час трансляції серіалу, а пізніше була визнана однією із найкращих жіночих персонажів на американському телебаченні. Пізніше вона повторила роль у фільмах «Секс і місто» і «Секс і місто 2», а також у серіалі «І просто так…».
Паркер дебютувала на Бродвеї в 11 років у постановці «Невинних» у 1976 році, перш ніж зіграти головну роль у бродвейському мюзиклі «Енні» у 1979 році. Вона вперше з'явилася на великих екранах в драмах 1984 року «Вільні» та «Первіснок». Серед інших її ролей у фільмах: «Лос-Анджелеська історія», «Медовий місяць у Вегасі», «Фокус-покус», «Ед Вуд» (1994), «Клуб перших дружин», «Привіт сім'ї», «Кохання та інші неприємності», «Куди поділися Моргани?», «Старий Новий рік» і «Фокус-покус 2».
У 2012 році Паркер повернулася на телебачення вперше після «Сексу і місто», зігравши Ізабель Райт у трьох епізодах музичного серіалу Fox «Хор». Вона втілила Френсіс Дюфрен у комедійному драматичному серіалі HBO «Розлучення», за який була номінована на премію «Золотий глобус». З 2005 року вона керує власною продюсерською компанією Pretty Matches, яка створює контент для HBO та інших мереж.

## Біографія
Народилася 25 березня 1965 року в Нельсонвілі, містечку штату Огайо.
Після розлучення з батьком Стівеном Паркером її мати Барбара одружилася з Полом Форстом, що вже мав на той час четверо дітей, до яких і приєдналися Сара, двоє її братів і сестра.
З дитинства навчалась танцям і балету. З юних років почала брати участь в бродвейських постановках, включаючи таку відому, як «Безневинні». Будучи вже професійною артисткою (чому сприяло старанне навчання в Американській школі балету і професійній дитячій школі), взяла участь у постановці мюзиклу «Звуки музики» і забезпечила собі головну роль в ще одній відомій бродвейській постановці — «Енні».
Навчалася у Школі творчих і виконавських мистецтв Університету Цинциннаті. Незабаром вступила до вищої школи Двайта Морроу, вдало поєднуючи навчання з роботою, поповнюючи своє професійне резюме все новими ролями. У цей період активно починає зніматися в телесеріалах.
Після закінчення школи вирішила повністю присвятити себе акторській професії, отже перспектива вищої освіти перестала її приваблювати. З головою занурюється в кіно- і телепроєкти. Виконувала як ролі другого плану у фільмах «По дорозі в завтра», «Футлуз», так і головну роль в підлітковому кінохіті «Дівчата хочуть розважатися». Картини стали досить успішними, але цього виявилося мало для того, щоб молода амбітна акторка досягла рангу зірки.
Після ряду невеликих фільмів типу «Мій рік життя», «Кімната нагорі», «Політ навігатора», «Рівне правосуддя», отримує в комедії 1991 року «Лос-анджелеська історія» виконала й значиміші ролі: «Медовий місяць в Лас-Вегасі» (1992) в парі з Ніколасом Кейджем (в цій ролі розкрився природжений комедійний талант Паркер); «Фокус-покус» (1993); «На відстані удару» (1993) з Брюсом Віллісом, в знаменитій картині «Ед Вуд» (1994). Будучи з дитинства фанаткою Вуді Аллена, знялася з ним у телефільмі «Сонячні хлопчики» (1995), в тому ж році отримала головну роль у фільмі «Рапсодія Маямі».
1996 рік виявився одним із найнапруженіших у кар'єрі акторки. Він ознаменувався роботами у фільмах «Клуб перших дружин», «Якщо Люсі впаде», «Крайні заходи», «Марс атакує!».
Роблячи собі ім'я в кіно, Паркер паралельно працювала на театральній сцені: в головній ролі в постановці «Сільвія», у бродвейських постановках «Як добитися успіху в бізнесі, нічого не роблячи» і номінованій на «Tony-Award» «Одного дня на матраці».
Всесвітню славу їй принесла роль журналістки Кері Бредшоу в телесеріалі «Секс і місто». Перемога в 2000 році в номінації «Найкраща акторка» на церемонії врученні «Золотий глобус» лише підкреслила, що Паркер грає роль так, ніби вона була написана спеціально для неї. Подальші два роки також принесли їй «Золоті глобуси» в тій же номінації.
Визнана людиною, що зробила найвдаліший прорив в акторській кар'єрі, Паркер, як і серіал про сексуальне життя чотирьох подруг (Паркер, Кім Кеттролл, Синтія Ніксон і Крістін Девіс), стали одним з найбільших хітів як серед критики, так і для аудиторії.
Мала стосунки, зокрема, з Робертом Дауні-молодшим і Джоном Ф. Кеннеді-молодшим. Одружена з актором Меттью Бродеріком. У 2002 році народила сина. Доньок Маріон і Табіту з Бродеріком отримали з допомогою сурогатного материнства.
У вільний від зйомок і продюсування свого серіалу час активно бере участь у діяльності Голлівудського жіночого політичного комітету і є представницею ЮНІСЕФ з кіномистецтва.
У листопаді 2009 року ввійшла в групу радників президента США з питань культури, мистецтва та гуманізму. Почесною головою групи з 25 осіб є Мішель Обама.
У вересні 2016 року Паркер в Лондоні представила свій новий аромат Stash.

## Особисте життя
З 1984 по 1991 рік Паркер перебувала у стосунках з актором Робертом Дауні-молодшим. Вони познайомилися на зйомках фільму «Первісток». Проте у Дауні були проблеми з наркотиками, які вплинуло на їхні стосунки. Паркер сказала: «Я вірила, що я та людина, яка тримає його разом». Пізніше вона недовго зустрічалася з Джоном Фіцджеральдом Кеннеді-молодшим.
19 травня 1997 року Паркер одружилася з актором Метью Бродеріком у Нижньому Іст-Сайді Мангеттена на єпископській церемонії, яку очолювала сестра Бродеріка, преподобна Джанет Бродерік Крафт. Пару познайомив один із братів Паркер в театральній компанії «Голі ангели», де виступали Паркер і Бродерік. 28 жовтня 2002 року Паркер народила сина. Дочки-близнючки Паркер та Бродеріка, Меріон і Табіта, народилися 22 червня 2009 року через сурогатне материнство.
З 2009 року Паркер живе в Грінвіч-Віллідж з чоловіком і дітьми. У 2017 році повідомлялося, що пара об'єднує два таунхауси, які вони придбали за 35 мільйонів доларів на Західній 11-й вулиці в 2016 році.

## Фільмографія

### Акторка
| Рік       |    | Українська назва             | Оригінальна назва                          | Роль                 |
| --------- | -- | ---------------------------- | ------------------------------------------ | -------------------- |
| 1974      | тф | Маленька продавчиня сірників | The Little Match Girl                      | в титрах не вказана  |
| 1980      | мс |                              | Drawing Power                              | голос                |
| 1980      | с  | 3-2-1 контакт                | 3-2-1 Contact                              | Енні                 |
| 1982—1983 | с  | Невдахи                      | Square Pegs                                | Петті Грін           |
| 1982      | тф | Моє дитя, моє тіло           | My Body, My Child                          | Кеті                 |
| 1983      | ф  | Де-небудь завтра             | Somewhere, Tomorrow                        | Лорі Андерсон        |
| 1984      | ф  | Вільні                       | Footloose                                  | Расті                |
| 1984      | с  | ABC Спеціально після школи   | ABC Afterschool Specials                   | Сюзанна Гендерсон    |
| 1984      | ф  | Первонароджений              | Firstborn                                  | Ліза                 |
| 1985      | ф  | Дівчатка хочуть повеселитися | Girls Just Want to Have Fun                | Джейні Гленн         |
| 1985      | тф | Історія Білла Джонсона       | Going for the Gold: The Bill Johnson Story | Меггі                |
| 1986      | ф  | Політ навігатора             | Flight of the Navigator                    | Каролін МакАдамс     |
| 1986      | тф |                              | The Alan King Show                         | Саманта Купер        |
| 1986      | тф | Рік життя                    | A Year in the Life                         | Кей Еріксон          |
| 1986      | с  | Готель                       | Hotel                                      | Рейчел               |
| 1987—1988 | с  | Рік життя                    | A Year in the Life                         | Кей Еріксон Гарднер  |
| 1987      | тф | Кімната нагорі               | The Room Upstairs                          | Менді Яновіч         |
| 1988      | тф | Дада мертвий                 | Dadah Is Death                             | Рейчел Голдман       |
| 1989      | тф | Погоня                       | Pursuit                                    | Міріам               |
| 1989      | тф | Історія Райана Вайта         | The Ryan White Story                       | Лаура                |
| 1989      | с  | Американський гральний клуб  | American Playhouse                         | Емі-Бет              |
| 1990—1991 | с  | Закон для всіх               | Equal Justice                              | Джо Енн Гарріс       |
| 1991      | ф  | Лос-Анджелеська історія      | L.A. Story                                 | Сенді                |
| 1992      | тф | У найкращих інтересах дітей  | In the Best Interest of the Children       | Каллі Каїн           |
| 1992      | с  | Шоу Бена Стіллера            | The Ben Stiller Show                       | Сара Джессіка Паркер |
| 1992      | ф  | Медовий місяць у Лас-Вегасі  | Honeymoon in Vegas                         | Бетсі / Донна        |
| 1993      | ф  | Фокус-покус                  | Hocus Pocus                                | Сара                 |
| 1993      | ф  | На відстані удару            | Striking Distance                          | Джо Крістман         |
| 1994      | ф  | Ед Вуд                       | Ed Wood                                    | Долорес Фуллер       |
| 1994      | с  | Шоу Ларрі Сандерса           | The Larry Sanders Show                     | Сара Джессіка Паркер |
| 1995      | ф  | Рапсодія Маямі               | Miami Rhapsody                             | Гвін                 |
| 1995      | мф |                              | Owen                                       | оповідач             |
| 1996      | тф | Коміки                       | The Sunshine Boys                          | Ненсі Кларк          |
| 1996      | ф  | Якщо Люсі впаде              | If Lucy Fell                               | Люсі Акерман         |
| 1996      | ф  | Клуб перших дружин           | The First Wives Club                       | Шеллі Стюарт         |
| 1996      | ф  | Крайні заходи                | Extreme Measures                           | Джоді Траммел        |
| 1996      | ф  | Марс атакує!                 | Mars Attacks!                              | Наталі Леік          |
| 1997      | ф  | Вислизаючий ідеал            | 'Til There Was You                         | Франческа Ланфілд    |
| 1998      | мс | Історії з мого дитинства     | Stories from My Childhood                  | оповідач             |
| 1998—2004 | с  | Секс і Місто                 | Sex and the City                           | Керрі Бредшоу        |
| 1999      | ф  | Дадлі справедливий           | Dudley Do-Right                            | Нелл Фенвік          |
| 2000      | ф  | Життя за кадром              | State and Main                             | Клер Велслі          |
| 2000      | кф | Секс у великій Матриці       | Sex and the Matrix                         | Керрі Бредшоу        |
| 2002      | ф  | Романтичний злочин           | Life Without Dick                          | Коллін Гібсон        |
| 2005      | ф  | Незнайомці з Кенді           | Strangers with Candy                       | Пеггі Каллас         |
| 2005      | ф  | Привіт сім'ї                 | The Family Stone                           | Мередіт Мортон       |
| 2006      | ф  | Кохання та інші неприємності | Failure to Launch                          | Пола                 |
| 2007      | ф  | Випробування                 | Spinning Into Butter                       | Сара Деніелс         |
| 2008      | ф  | Розумники                    | Smart People                               | Дженет Хартіган      |
| 2008      | ф  | Секс і місто                 | Sex and the City                           | Керрі Бредшоу        |
| 2009      | ф  | Куди поділися Моргани?       | Did You Hear About the Morgans?            | Меріл Морган         |
| 2010      | ф  | Секс і місто 2               | Sex and the City 2                         | Керрі Бредшоу        |
| 2011      | ф  | Я не знаю, як вона це робить | I Don't Know How She Does It               | Кейт Редді           |
| 2011      | ф  | Старий Новий рік             | New Year's Eve                             | Кім                  |
| 2012—2013 | с  | Лузери                       | Glee                                       | Ізабель Райт         |
| 2013      | мф | Втеча з планети Земля        | Escape from Planet Earth                   | Кіра Наднова         |
| 2015      | ф  | Усі дороги ведуть до Риму    | All Roads Lead to Rome                     | Меггі                |
| 2016      | с  |                              | Nightcap                                   | камео (1 серія)      |
| 2016—2019 | с  | Розлучення                   | Divorce                                    | Френсіс Дюфресні     |
| 2018      | с  |                              | 2 Dope Queens                              | (1 серія)            |
| 2018      | ф  | Тут і зараз                  | Blue Night (Here and Now)                  | Вів'єн               |
| 2021—2022 | с  | І просто так...              | And Just Like That...                      | Керрі Бредшоу        |
| 2022      | ф  | Фокус-покус 2                | Hocus Pocus 2                              | Сара Сандерсон       |

### Продюсер
| Рік       |     | Українська назва   | Оригінальна назва                  | Роль                |
| --------- | --- | ------------------ | ---------------------------------- | ------------------- |
| 2001—2004 | с   | Секс і Місто       | Sex and the City                   | продюсер            |
| 2007      | ф   | Випробування       | Spinning Into Butter               | продюсер            |
| 2008      | ф   | Секс і місто       | Sex and the City                   | продюсер            |
| 2009      | тф  |                    | Washingtonienne                    | виконавчий продюсер |
| 2010      | ф   | Секс і місто 2     | Sex and the City 2                 | продюсер            |
| 2010      | с   |                    | Work of Art: The Next Great Artist | виконавчий продюсер |
| 2012      | док |                    | Pretty Old                         | виконавчий продюсер |
| 2016—2019 | с   | Розлучення         | Divorce                            | виконавчий продюсер |
| 2022      | ф   | Боротьба за спадок | The Estate                         | продюсер            |

## Виноски
1. ↑  SNAC — 2010.
2. ↑  Internet Broadway Database — 2000.
3. 1 2  Pas L. v. Genealogics — 2003.
4. ↑  Sarah Jessica Parker | Movies | Films | Biography | Filmography — Yahoo Movies UK. web.archive.org. 24 жовтня 2014. Архів оригіналу за 24 жовтня 2014. Процитовано 17 листопада 2023.
5. ↑  Lyman, David (December 2008 — January 2009). «Sarah Jessica Parker — The Nutcracker Mouse Who Made The Biggest Roar [Архівовано 22 лютого 2014 у Wayback Machine.]». Cincy Magazine. Retrieved February 18, 2014.(англ.)
6. ↑  Сара-Джессіка Паркер стала радником Обами. Архів оригіналу за 17 липня 2012. Процитовано 4 листопада 2009.
7. ↑  Сара Джессика Паркер представила новый аромат (рос.). Ivetta.ua. 18 вересня 2016. Архів оригіналу за 2 жовтня 2016. Процитовано 29 вересня 2016.
8. ↑  Sarah Jessica Parker Wiki: Jovem, Fotos, Etnia, Gay o Hetero » Entertainmentwise. Entertainmentwise (амер.). Архів оригіналу за 30 листопада 2023. Процитовано 17 листопада 2023. [Архівовано 2023-11-30 у Wayback Machine.]
9. ↑  Love & Stealth. Peoplemag (англ.). Процитовано 17 листопада 2023.
10. ↑  Over Lent, this Beverly Hills priest battled coronavirus: 'I didn’t know what plans Jesus had for me'. Los Angeles Times (амер.). 5 квітня 2020. Процитовано 17 листопада 2023.
11. ↑  For Naked Angels, the Party's Over. Time to Get Serious Again.
12. ↑  Parker and Broderick Name Baby James. Peoplemag (англ.). Процитовано 17 листопада 2023.
13. ↑  Sarah Jessica Parker and Matthew Broderick Reveal Twins' Names. Peoplemag (англ.). Процитовано 17 листопада 2023.
14. ↑  Sarah Jessica Parker and Matthew Broderick Just Bought a $34.5M West Village Mega-Mansion. Observer (амер.). 8 червня 2016. Процитовано 17 листопада 2023.